# Zatopený lom v Blansku
Zatopený lom v Blansku je zatopeným kamenolomem, nacházejícím se na Moravě jižně až jihozápadně od železniční stanice Blansko přímo vedle zdejší železniční trati spojující Blansko s Brnem. Do lomu je vstup zakázán, je soukromým majetkem. Rozkládá se na parcele č. 452/19 v jižní části katastrálního území Blansko. Maximální hloubka lomu je 18 metrů. V lomu platí zákaz koupání. Voda v něm má vysokou kvalitu, je průzačně čistá, a proto lom představuje, navzdory zákazu, vyhledávané místo ke koupání pro návštěvníky ze širokého okolí. Ti jsou přitom nuceni překračovat koleje, což je však zakázané. České dráhy mají problém s návalem koupajících se, rozkládajících si svoje deky na přilehlé manipulační koleji. Již delší dobu se uvažuje o oplocení lomu, což ale dosud nebylo realizováno.

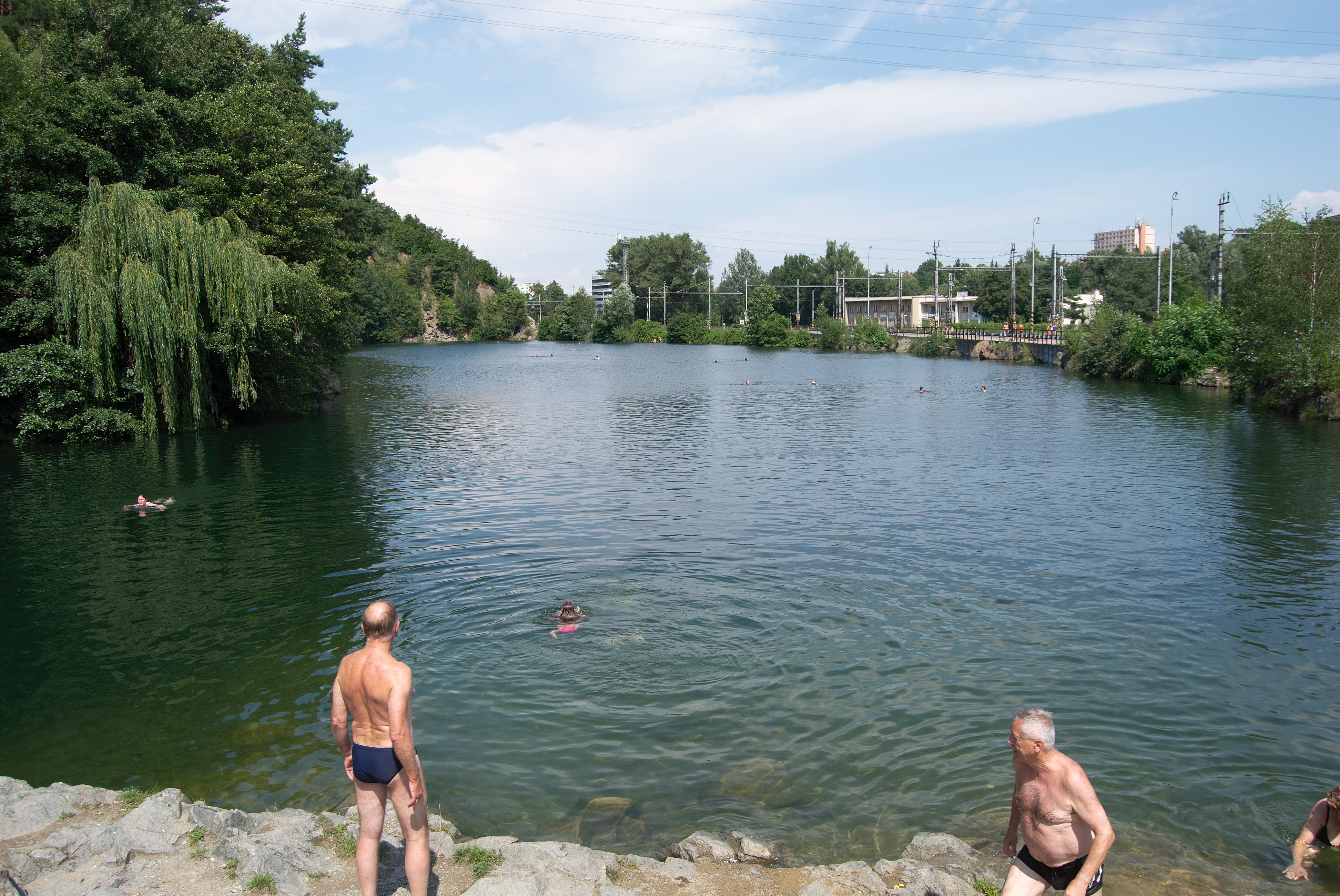
Zatopený lom v Blansku vyfotografovaný od jihu
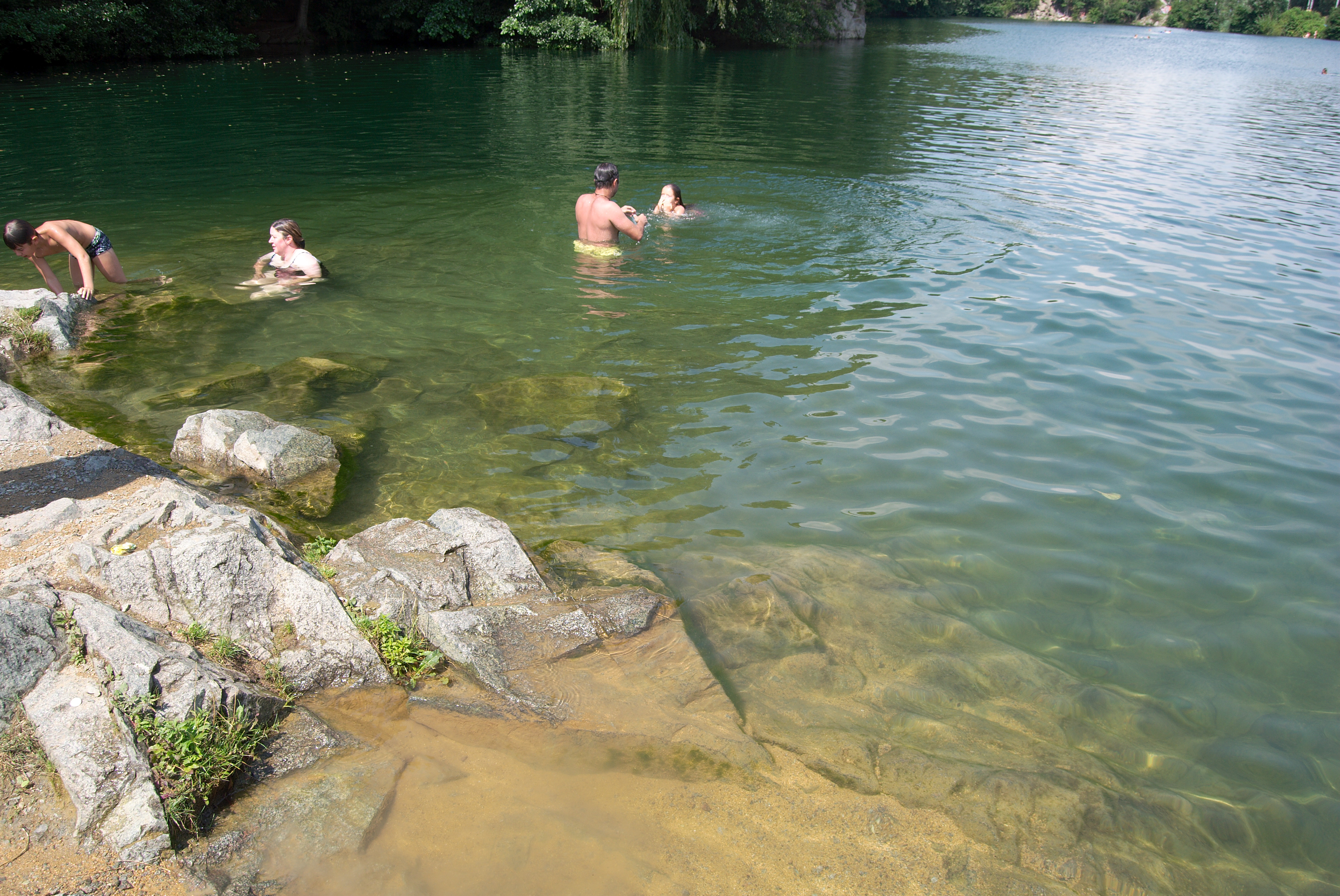
Zatopený lom v Blansku - průzračně čistá voda u jižního břehu
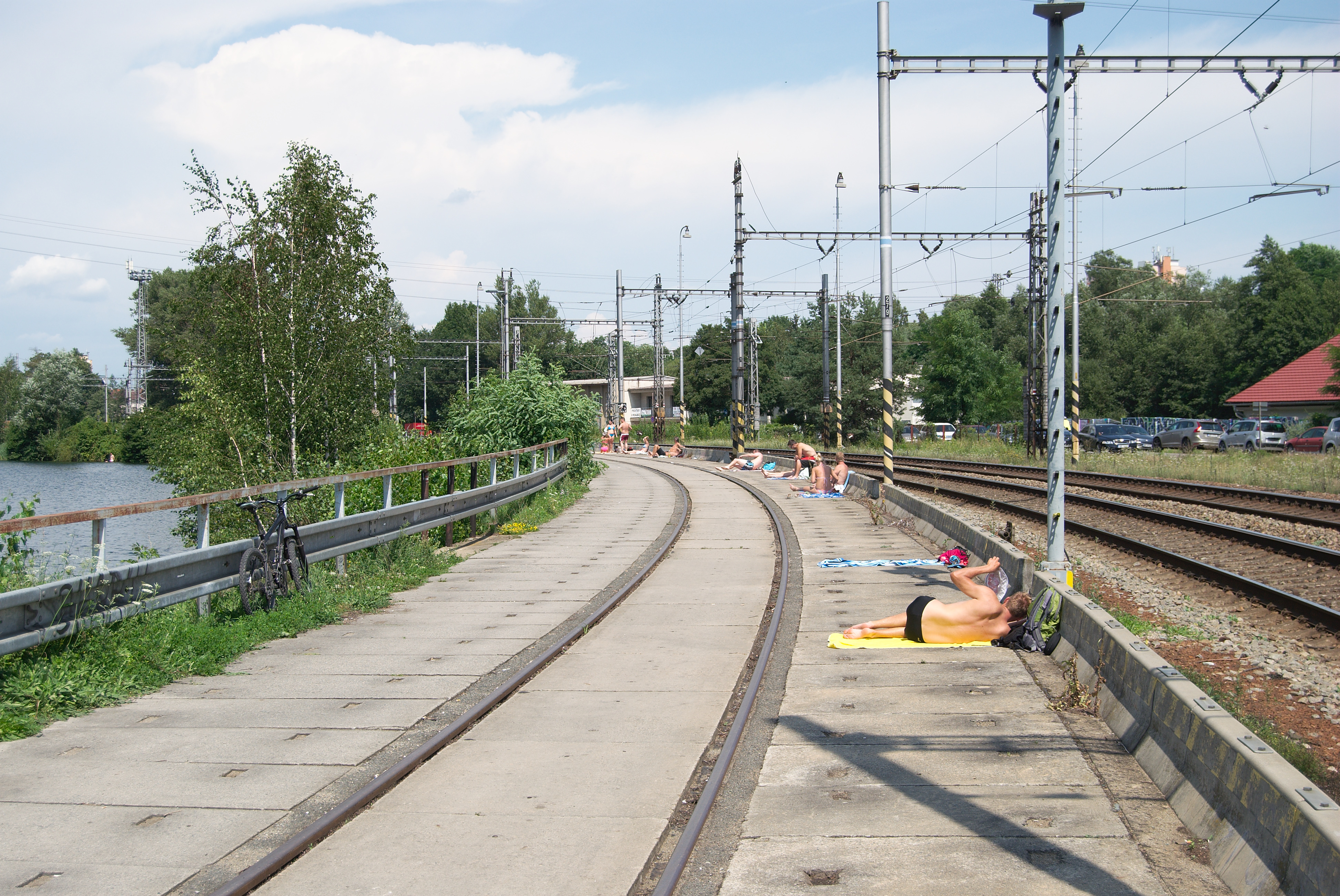
Lidé rozvalení na manipulační koleji v sousedství zatopeného lomu